# Offerputs
Offerputs är en puts som är svag och porös och lätt släpper igenom fukt. Namnet har offerputsen fått eftersom den 'offras' genom att få ta skador av fukt och saltutfällningar så att det bakomliggande murverket sparas. Allteftersom den vittrar sönder eller slits ner anbringas ett nytt lager puts. Offerputs används exempelvis ofta för att skydda murade källarväggar med hög fuktvandring och saltutfällningar. 